# Liste der Fahnenträger der sri-lankischen Mannschaften bei Olympischen Spielen
Die Liste der Fahnenträger der sri-lankischen Mannschaften bei Olympischen Spielen listet chronologisch alle Fahnenträger sri-lankischer Mannschaften bei den Eröffnungsfeiern Olympischer Spiele auf.

## Liste der Fahnenträger
| Mannschaft             | Veranstaltung | Fahnenträger (EF)               | Fahnenträger (AF)          |
| ---------------------- | ------------- | ------------------------------- | -------------------------- |
| 1948 in London         | Sommerspiele  | Duncan White                    |                            |
| 1952 in Helsinki       | Sommerspiele  |                                 |                            |
| 1956 in Melbourne      | Sommerspiele  |                                 |                            |
| 1960 in Rom            | Sommerspiele  |                                 |                            |
| 1964 in Tokio          | Sommerspiele  | Ravi Jayewardene                |                            |
| 1968 in Mexiko-Stadt   | Sommerspiele  |                                 |                            |
| 1972 in München        | Sommerspiele  | Lucien Rosa                     |                            |
| 1980 in Moskau         | Sommerspiele  |                                 |                            |
| 1984 in Los Angeles    | Sommerspiele  | Lalin Jirasinha                 |                            |
| 1988 in Seoul          | Sommerspiele  | Daya Rajasinghe Nadarajasingham |                            |
| 1992 in Barcelona      | Sommerspiele  |                                 |                            |
| 1996 in Atlanta        | Sommerspiele  | Sriyani Kulawansa               |                            |
| 2000 in Sydney         | Sommerspiele  | Damayanthi Dharsha              |                            |
| 2004 in Athen          | Sommerspiele  | Susanthika Jayasinghe           | Joseph Kenny (Offizieller) |
| 2008 in Peking         | Sommerspiele  | Susanthika Jayasinghe           | Susanthika Jayasinghe      |
| 2012 in London         | Sommerspiele  | Niluka Karunaratne              | Niluka Karunaratne         |
| 2016 in Rio de Janeiro | Sommerspiele  | Indrajith Cooray                | Indrajith Cooray           |
| 2020 in Tokio          | Sommerspiele  | Milka Gehani                    | Yupun Abeykoon             |
| 2020 in Tokio          | Sommerspiele  | Chamara Repiyallage             | Yupun Abeykoon             |
| 2024 in Paris          | Sommerspiele  | Dilhani Lekamge                 | Dilhani Lekamge            |
| 2024 in Paris          | Sommerspiele  | Viren Nettasinghe               | Viren Nettasinghe          |

Anmerkung: (EF) = Eröffnungsfeier, (AF) = Abschlussfeier

## Statistik
| Rang    | Sportart       | EF | AF | ∑  |
| ------- | -------------- | -- | -- | -- |
| 1       | Leichtathletik | 8  | 4  | 12 |
| 2       | Badminton      | 2  | 2  | 4  |
| 3       | Schießen       | 2  | 0  | 2  |
| 4       | Judo           | 1  | 0  | 1  |
| 4       | Segeln         | 1  | 0  | 1  |
| 4       | Turnen         | 1  | 0  | 1  |
| 4       | Offizieller    | 0  | 1  | 1  |
| Gesamt: | Gesamt:        | 15 | 7  | 22 |

| Rang                   | Sportart | EF | AF | ∑ |
| ---------------------- | -------- | -- | -- | - |
| bisher keine Teilnahme |          |    |    |   |
| Gesamt:                | Gesamt:  | 0  | 0  | 0 |

| Rang    | Sportart       | EF | AF | ∑  |
| ------- | -------------- | -- | -- | -- |
| 1       | Leichtathletik | 8  | 4  | 12 |
| 2       | Badminton      | 2  | 2  | 4  |
| 3       | Schießen       | 2  | 0  | 2  |
| 4       | Judo           | 1  | 0  | 1  |
| 4       | Segeln         | 1  | 0  | 1  |
| 4       | Turnen         | 1  | 0  | 1  |
| 4       | Offizieller    | 0  | 1  | 1  |
| Gesamt: | Gesamt:        | 15 | 7  | 22 |